# لويس موريس
ولد لويس موريس في 15 أكتوبر / تشرين الأول من سنة 1671 وتوفي في 21 مايو / ايار سنة 1746 كان موريس رئيس المحكمة العليا في نيويورك وحاكم ولاية نيو جيرسي البريطانية ، وكان اللورد الأول من القصر في موريسانيا في نيويورك